# Alberta Hunter
Alberta Hunter (Memphis, 1º aprile 1895 – New York, 17 ottobre 1984) è stata una cantante di blues statunitense afroamericana.
Già collaboratrice di Louis Armstrong, nel 1928 si recò a Londra come protagonista della rivista Show Boat, accanto a Paul Robeson, l'attore e cantante per il quale venne scritta la canzone Ol Man River; e da allora avviò una brillante carriera in Europa.
La morte di sua madre nel 1954 la dissuase dal continuare a lavorare in Corea per la USO e la portò a intraprendere una carriera infermieristica che le richiese la falsificazione di un diploma e della carta d'identità (per diminuire l'età).
Riprese la carriera musicale nel 1977.

## Discografia [edit]
- 1921-23 - Complete Recorded Works Vol. 1 (1921-1923) (Document Records)
- 1923-24 - Complete Recorded Works Vol. 2 (1923-1924) (Document Records)
- 1924-27 - Complete Recorded Works Vol. 3 (1924-1927) (Document Records)
- 1927-46 - Complete Recorded Works Vol. 4 (1927-1946) (Document Records)
- 1921-24 - Complete Recorded Works Vol. 5 Alternate Takes (1921-1924) (Document Records)
- 1921-40 - The Alberta Hunter Collection (Acrobat, 2017 4 CD box set)
- 1934 - The Legendary Alberta Hunter: The London Sessions 1934 (DRG, 1991)
- 1961 - Chicago: The Living Legends_ with Lovie Austin's Blues Serenaders (Riverside OBC 1961)
- 1962 - Songs We Taught Your Mother (with Lucille Hegamin and Victoria Spivey) (Prestige Bluesville, 1962)
- 1977 - Remember My Name (Columbia, 1978)
- 1978 - Amtrak Blues (Columbia, 1980)
- 1982 - The Glory of Alberta Hunter (Columbia, 1982)
- 1983 - Look for the Silver Lining (Columbia, 1983)
- 1988 - Downhearted Blues: Live at the Cookery (Varèse Sarabande, 2001)